# Andriamanitra
Andriamanitra est, à Madagascar et plus particulièrement dans les Hautes Terres, un terme servant à désigner la divinité suprême, signifiant littéralement « Noble Parfumé », du malgache andriana signifiant « noble » et manitra signifiant « parfumé ». Ce terme vient du fait qu'à chaque fois qu'un prophète prétend avoir été témoin d'une manifestation divine, il sent toujours une odeur suave indescriptible avant la manifestation. Les Malgaches ont donc déduit que cette odeur suave annonçait l'arrivée de la manifestation divine, d'où ce terme de « Noble Parfumé ».
On retrouve souvent ce nom qui veut dire la même chose que Zanaharyou Zagnahary (dans le Nord) , signifiant littéralement « Celui qui a créé », et qui désigne le Dieu unique et Créateur, d'où les expressions Andriamanitra-Andriananahary (Dieu, Suprême Créateur), Andriamanitra nahary (Dieu qui a créé) ou Andriananahary (Suprême Créateur). Mais le terme Zanahary est généralement moins utilisé dans la Grande île que le terme Andriamanitra. La traduction la plus répandue pour le Dieu chrétien en malgache est Andriamanitrachez les Merinas et les Betsileo, et Zanahary chez le reste de la population de l'île. Néanmoins les deux termes sont interchangeables dans la langue quotidienne.
Cependant, depuis l'arrivée des religions monothéistes à Madagascar, notamment du christianisme et de l'islam, le terme Andriamanitra a fini par désigner auprès des chrétiens malgaches le Dieu Yahvé de la Torah, et auprès des musulmans malgaches le Dieu unique Allah du Coran.
Pour les Malgaches, ce Dieu « Tout en Un » a créé le Ciel et la Terre et tout ce qui se trouve entre les deux ainsi que l'Univers tout entier. Ce Dieu est commun à tous les Malgaches, toutes religions confondues.
Cette foi en un Dieu Unique et Créateur est le ciment du peuple malgache. Malgré l'influence ambiante du Christianisme dans l'île qui veut que Jésus-Christ soit le nouveau Dieu de Madagascar, les Malgaches restent fidèles à leur Dieu Unique brahmanique traditionnel. Preuve en est qu'en 2005, lors de la présidence du pays par Marc Ravalomanana, les néo-protestants ayant essayé d'obliger le Président à modifier l'hymne nationale du pays en remplaçant le mot Zanahary (« Celui qui a créé ») par le mot Jesosy (Jésus), le Parlement a refusé la modification avant même le vote de la loi. Pourtant la majorité au Parlement lui était acquise.
La constitution du 11 décembre 2010 de la 4e république de Madagascar fait expressément référence à Andriamanitra-Andriananahary
Le peuple malgache tient fermement à ce Dieu Unique et Créateur et beaucoup d'éléments de sa culture le démontrent. Voyons par exemple les chansons :
Mifankatiava e isika ra olombelona fa, ia no namboatra e Andriamanitra no namboatra e, Zanahary ny lanitre e sy ny tany. Traduction : « Aimons-nous ô êtres humains, parce que Qui nous a créés, c'est Dieu qui nous a créés, Celui qui a créé le ciel et la terre. »
D'autres artistes tels que Lola (Misaotra Zanahary), Titianah (Soa lahy e ty Zanahary), les Fifoazana (Isaoranay Zanahary), etc. s'ajoutent à ces preuves de l'attachement du peuple malgache à son Dieu Unique et Créateur.
Le sommet de ce culte envers ce Dieu Unique et Créateur est atteint si l'on se réfère à l'hymne national malgache, Ry Tanindrazanay malala ô, écrit par un pasteur protestant : Tahionao ry Zanahary ity Ty nosindrazanay ity.....Ilay nahary izao tontolo izao No fototra ijoroan'ny satanao. Traduction : « Bénis ô créateur, cette île de nos aïeux.... C'est Celui qui a créé ce monde qui est le fondement de ton existence. »"
L'attachement à ce Dieu Unique et Créateur est la base de l'œcuménisme et du dialogue inter-confessionnel qui a toujours été présent à Madagascar.